# José Alcázar Tejedor
José Alcázar Tejedor (Madrid, 1850-Madrid, 1907) fue un pintor español.

## Biografía

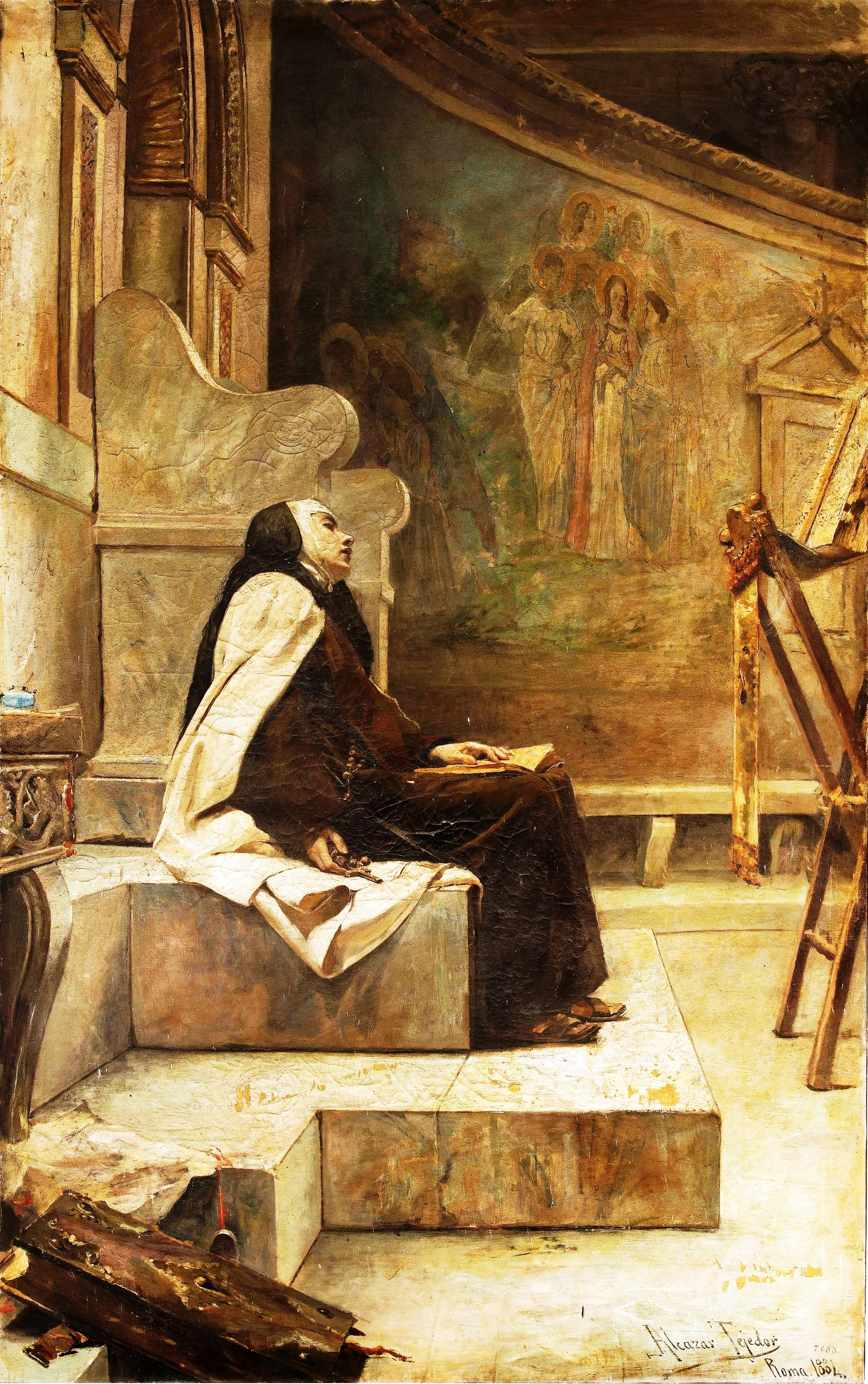
Santa Teresa (1884). Óleo sobre lienzo, 298 x 187 cm (Museo del Prado)

Nació en 1850. Pintor natural de Madrid, fue discípulo en París de Vicente Palmaroli y de la Escuela especial de Pintura, Escultura y Grabado. En la Exposición Nacional de 1878 presentó un cuadro con el título de La vuelta del cementerio, y en la de 1881 los titulados El mejor amigo, Bocatto di Cardinali y Cual los mazos del batan, unos vienen y otros van. Este lienzo fue premiado con medalla de tercera clase. Entre sus lienzos se encontraron también: Una maga (regalado en 1879 para una rifa en favor de los inundados de Murcia) y El padre de los pobres, que figuró en la Exposición del Círculo de Bellas Artes, y que representaba a un prelado repartiendo limosna de pan a varios pobres. La principal de todas sus obras, sería, según Ossorio y Bernard, la premiada en la Exposición del 1881, y que representaba una sacristía, donde, a la vez que se celebra un bautizo, se preparan los sacerdotes para salir a un oficio de difuntos. Alcázar había obtenido anteriormente medalla de segunda clase en una Exposición de Pontevedra. Habría fallecido en 1907 en Madrid. En mayo de 1907 se habría celebrado en los salones del Círculo de Bellas Artes una exposición de obras de Alcázar Tejedor, ya muerto por entonces.